# Giovanni Battista Dessiglioli
Giovanni Battista Dessiglioli (San Bartolomeo del Cervo, 1º gennaio 1849 – Savona, 16 aprile 1909) è stato un organaro italiano, attivo per lo più in Liguria.
Costruttore d'organi, proseguì l'attività del padre Angelo Dessiglioli; dopo la morte (1909) l'attività fu assorbita dalla ditta Sperati di Savona (costruttrice però di pianoforti e non di organi). Realizzò diversi strumenti per le chiese della Liguria.

## Opere
a) Opere datate o databili
- 1861 Vasia (Imperia), Parrocchiale
- 1874 Savona, Cattedrale di Savona: rifacimento dell'organo di Filippo Piccaluga, 1767.
- 1875 Albisola Marina (Savona), Parrocchia di Nostra Signora di Concordia: rifacimento dell'organo di Filippo Piccaluga, 1769.
- 1875 Alassio (Savona), Oratorio di Santa Caterina: rifacimento dell'organo di Giovanni Oltrachino.
- 1894 Finalborgo di Finale Ligure (Savona), Basilica di San Biagio, rifacimento del preesistente organo di Gioacchino Concone 1784.
- 1896 Savona, Chiesa di Santa Lucia.
- 1898 Savona, Parrocchia di S. Andrea.
- 1900 Canelones (Uruguay), Cattedrale, organo a 2 tastiere donato da Murialdo Antonio fu Giovanni Battista e famiglia di Savona.
- 1901 Giustenice (Savona), Chiesa di San Lorenzo.
- 1901 Stella Santa Giustina (Savona), Chiesa di Santa Giustina.
- 1902 San Lorenzo al Mare (Imperia), Chiesa di Santa Maria Maddalena.
- 1903 Albenga (Savona), rifacimento dell'organo della cattedrale di San Michele Arcangelo.

b) Opere non datate o non databili